# Desa Kadilangu (administrativ by i Indonesien, lat -7,60, long 110,79)
Desa Kadilangu är en administrativ by i Indonesien.   Den ligger i provinsen Jawa Tengah, i den västra delen av landet, 500 km öster om huvudstaden Jakarta.